# Battlefield (série)
Battlefield é uma série de jogos eletrônicos de tiro em primeira pessoa desenvolvida pela EA DICE e publicada pela Electronic Arts. Começou no Microsoft Windows e OS X com Battlefield 1942, lançado em 2002. A série Battlefield foi jogada por mais de 50 milhões de jogadores em todo o mundo em agosto de 2012.
A série apresenta um foco particular em grandes mapas abertos com campos de batalha destrutíveis, veículos e aeronaves militares. Os jogos para PC da série são focados principalmente no multiplayer online.

## Jogos

### Battlefield 1942
Battlefield 1942 foi lançado em 10 de setembro de 2002, ambientado na Segunda Guerra Mundial, usava a tecnologia (engine) refrector, responsável por introduzir o modo Conquista, presente até hoje nos jogos da série, o objetivo era capturar pontos do mapa. Os cenários continham as praias da Normandia, desertos do norte da África, a batalha de Midway no Pacífico, a batalha de Guadalcanal entre outros.
O jogo contava com Tanques de guerra, jipes, aviões e navios a disposição dos jogadores, deixando eles lutarem em famosas batalhas da Segunda Guerra Mundial por terra, mar e ar.

#### Battlefield 1942: The Road To Rome
O sucesso do jogo foi tanto que teve duas expansões, Battlefield 1942: The Road To Rome tem como teatro de guerra, a Itália, na parte final da Segunda Guerra Mundial, nele estão inclusos alguns novos mapas e exércitos.
O jogo adiciona no total seis mapas diferentes, cada um variado do outro de certa forma combinados para os nove veículos novos.

#### Battlefield 1942: The Secret Weapons of WWII
A segunda expansão do jogo foi Battlefield 1942: The Secret Weapons of WWII que recriou um vasto arsenal de armas, aviões, misseis e veículos no jogo, baseado em criações ultra secretas desenvolvidas pelos Aliados e pelo Eixo durante a guerra, que incluem desde misseis que o jogador pode direcionar à jet packs (jet packs de hidrogênio, para voar por um curto período de tempo) e caças supersônicos.

### Battlefield Vietnam
Utilizando a mesma engine que o Battlefield 1942, a EA Games, novamente em parceria com a DICE, lança em 2004 um novo jogo da série Battlefield, Battlefield Vietnam. Contando com novas armas, exércitos, veículos e agora caças e helicópteros, Battlefield Vietnam faz sua fama, mas não tão grande como a de seu antecessor. O jogo, como o próprio nome diz, é focado na Guerra do Vietnã (1955- 1975), contendo diversos mapas que recriam com originalidade a geografia e o clima do Vietnã. Todos as missões (ou mapas) são baseados em passagens reais da guerra.

### Battlefield 2
Em Battlefield 2, os jogadores podem escolher entre três potencias militares, os Estados Unidos, a China e o Oriente Médio, o novo jogo implanta uma infinidade de novidades, como jogo on-line ranqueado, com patentes, medalhas, faixas e armas disponíveis para serem ganhas à medida que você avança no multiplayer. O jogo envolve também novos tanques de guerra, helicópteros, caças, veículos de transporte, barcos módulos que no total são mais de 30, novos mapas urbanos e de território aberto localizados na China e do oriente médio.
Os mapas eram escalados de forma que uma grande variedade de jogadores escolhessem entre classes de soldados como Assault, Sniper, comando especial, engenheiros, médicos, armas pesadas e antitanque.
O jogo também dava espaço para escolha de líderes que guiam os grupos na guerra.

#### Battlefield 2: Special Forces
No mesmo ano de 2005, foi lançada a expansão Battlefield 2: Special Forces. O jogo é focado em ataques silenciosos e ações furtivas. Traz 6 exércitos com armamentos e objetivos distintos: os SEALs da Marinha (Navy SEALS) dos Estados Unidos, os ingleses da SAS (Special Air Services), os russos da Spetznaz, os árabes representados pelo MEC, os Insurgents (também árabes) e os Rebels, representando os rebeldes chechênios. Além dos exércitos o jogo traz inúmeras novas armas, veículos e mapas, tais como visão noturna, granada de efeito moral, um gancho para subir em paredes e quadriciclos.

#### Battlefield 2: Euro Force
Em 2006 foi colocada a venda o "booster pack" Battlefield 2: Euro Force, que inclui no jogo o exército europeu (EU), que luta ao lado dos EUA contra os Chineses e os Árabes. Esta expansão só pode ser comprada baixando diretamente do site do Battlefield. Nela estão incluídos três novos mapas, novas armas e novos veículos.

#### Battlefield 2: Armored Fury
No mesmo ano, foi lançado um novo "booster pack", Battlefield 2: Armored Fury, que assim como o Euro Force, também só poderá ser baixado do site do Battlefield. A expansão possui batalhas dentro do próprio Estados Unidos. Sendo invadidos pelo MEC e as forças Chinesas, esse "boost pack" possui 3 mapas novos (Operation Midninght Sun, Operation Harvest e Operation Road Rage) e 8 novos veículos.

### Battlefield 2: Modern Combat
Lançado em 2005, Battlefield 2: Modern Combat foi o primeiro jogo da série exclusivamente para consoles. Foi lançado primeiramente para consoles da 6ª geração (Playstation 2 e Xbox), em seguida para 7ª geração com o seu lançamento para Xbox 360.
O teatro de guerra do jogo é praticamente o mesmo de Battlefield 2, porém, com algumas pequenas modificações na parte gráfica.

### Battlefield 2142
Anunciado em 2006, Battlefield 2142 foi lançado em 10 de Outubro de 2006. E, assim como o Battlefield Vietnam, também utiliza a mesma engine de seu antecessor, no caso, a engine do Battlefield 2 ( a Refractor 2).
O jogo retrata uma guerra no futuro, mais precisamente em 2142, onde o mundo estará devastado, e recursos naturais serão primordiais para todos. Nesse cenário caótico, um novo tipo de jogo foi adicionado, o "modo titan", que ao contrario do "modo conquest", não é necessário dominar bandeiras, e sim destruir a nave-mãe adversária.

### Battlefield Heroes
Battlefield Heroes é um jogo com gráficos em estilo cartoon inicialmente desenvolvido pela DICE e atualmente pela Easy Studios, publicado pela EA Games para Microsoft Windows lançado em 25 de Junho de 2009. O jogo possui somente o modo multijogador gratuito com baixos requisitos de sistema. Para obter armas especiais, itens e entre outros benefícios é preciso comprar Battlefunds (dinheiro do jogo).

### Battlefield Bad Company
Se passando em um futuro próximo, Battlefield: Bad Company coloca os jogadores atrás das linhas inimigas, fazendo parte de um esquadrão de 4 pessoas, que arriscam tudo por objetivos pessoais e vingança.
É o primeiro jogo construído com a tecnologia Frostbite, da DICE.

### Battlefield 1943
Battlefield 1943, possui uma ambientação próxima ao do primeiro jogo da série. O jogo utiliza a engine Frostbite e foi lançado para as plataformas do Xbox Live e também para o Playstation Network, uma versão para PC foi cancelada posteriormente.
No jogo está disponível apenas modo “Conquest” em que o jogador tem que dominar áreas dos três mapas disponíveis, e há três classes. Assim como no Battlefield Heroes, existe o “Riffleman” que suporta um rifle e tem boas habilidades em médias distancias, o “Infantary” que é equipado com metralhadora e se destaca em batalhas de curta distancias, e por último o “Scout” que é especializado em batalhas de longas distancias.
Os veículos são: jipes, aviões e tanques.
É possível que joguem, em uma mesma partida, 24 jogadores, e não há inteligência artificial ou armas e habilidades extras com a evolução do soldado nos combates.

### Battlefield Bad Company 2
O jogo lançado em 02 de março de 2010, retorna ao Bad Company, título de sucesso em crítica. A trama é a mesma com os mesmos soldados e na mesma época só que em outro cenário. O jogo também apresenta um clima mais sério em relação ao antecessor e faz o estilo Battlefield 2 com mapas estratégicos cheios de veículos. Graças ao motor de jogo Frostbite, o cenário do jogo será 95% destrutivo.
Este jogo é o primeiro da série a dar suporte ao DirectX 11 o que tornou os gráficos e efeitos melhores que os jogos anteriores da serie.

### Battlefield Play4Free
A DICE (produtora da franquia) usou experiencias passadas para desenvolvê-lo. O título utiliza uma versão modificada da engine de Battlefield 2. O jogo roda direto do navegador e não exige muito do computador utilizado.
O jogo conta com personalização de personagem, onde além de escolher uma classe, especifica a aparência de seu avatar. O cenário de Battlefield Play4Free é o Oriente Médio, com fases que favorecem diversos tipos de combate, são aceitos até 32 jogadores divididos nos grupos: US (soldados norte-americanos) e o RU (militares do exército russo).
O jogador pode comprar Battlefunds (dinheiro do jogo) para comprar melhores itens e equipamentos.

### Battlefield 3
Battlefield 3 foi lançado em 25 de outubro de 2011 para Microsoft Windows (PC), PlayStation 3 e Xbox 360. Apesar de seu nome, é o décimo primeiro jogo da franquia Battlefield, e a sequência direta de Battlefield 2, lançado em 2005. Possui nova engine Frostbite 2, além de multiplayer para até 64 jogadores (no PC) e nos consoles conta com modo multiplayer de 24 jogadores.

### Battlefield 4
Battlefield 4 utiliza a engine Frostbite 3, que permitiu a criação de gráficos ainda mais realistas e impressionantes que os vistos em Battlefield 3. Cenários mais perfeitos, rostos mais fieis aos reais e partículas de fumaça, fogo, névoa, etc, foram aprimoradas com a nova tecnologia.
Battlefield 4 teve um trailer de 17 minutos de gameplay divulgado tempos antes de seu lançamento. No vídeo é possível ver o enorme potencial da engine Frostbite 3 em ação frenética, marca da série da EA. O jogo foi lançado em Outubro de 2013 para Microsoft Windows, PlayStation 3, Playstation 4, Xbox 360 e Xbox One.

#### Battlefield 4: Second Assault
DLC criada com o intuito de remoldurar alguns dos mapas do Battlefield 3 (Operation Metro, Operation Firestorm, Gulf of Oman e Caspian Border) instruindo neles a nova engine (Frostbite 3) e junto a dinâmica ambiental conhecida como Levolution.

### Battlefield Hardline
Battlefield Hardline contém, como tema principal, a guerra urbana entre policiais e bandidos, principalmente em cidades grandes. O foco principal já não é mais a guerra entre soldados, mas sim entre a polícia e ladrões. O jogo foi desenvolvido pela Visceral Games, a mesma que fez Dead Space, em parceria com a DICE, sendo publicado pela Eletronic Arts. Foi lançado em 17 de Março de 2015.

### Battlefield 1
Battlefield 1 ingressa com a temática da Primeira Guerra Mundial, que era algo muito pedido pelos jogadores de FPS dessa geração. O jogo foi lançado para Xbox One, PlayStation 4 e Microsoft Windows em 21 de outubro de 2016 e venceu o Game Critics Awards de 2016 como Melhor Jogo de Ação.

### Battlefield V
Battlefield V volta a ingressar com a temática da Segunda Guerra Mundial, com a jogabilidade melhorada, e com uma mulher como um dos protagonistas. O jogo foi lançado para Xbox One, PlayStation 4 e Microsoft Windows mundialmente em 19 de outubro de 2018.

### Battlefield 2042
Battlefield™ 2042 lançado em 19 de novembro de 2021 marca o retorno à emblemática guerra total da franquia. Com campos de batalha dinâmicos para superá-los com a ajuda do seu pelotão e de um arsenal de ponta. Com capacidade para 128 pessoas*, uma escala sem precedentes em ambientes vastos. Modos multiplayer atualizados, como Conquista e Ruptura, até o novo Battlefield Hazard Zone. Este se torna o primeiro jogo da franquia a usar o Crossplay.

## Jogos e Plataformas
|  | Ano  |  | Motor         | Jogo                                       | PC  | Mac | Xbox | PS2 | X360 | PS3 | Xbox One | PS4 | Xbox Series S/X | PS5 |
|  | ---- |  | ------------- | ------------------------------------------ | --- | --- | ---- | --- | ---- | --- | -------- | --- | --------------- | --- |
|  | 2002 |  | Refractor 1   | Battlefield 1942                           | Sim | Sim | —    | —   | —    | —   | —        | —   | —               | —   |
|  | 2003 |  | Refractor 1   | ■ Battlefield 1942: The Road to Rome       | Sim | —   | —    | —   | —    | —   | —        | —   | —               | —   |
|  | 2003 |  | Refractor 1   | ■ Battlefield 1942: Secret Weapons of WWII | Sim | Sim | —    | —   | —    | —   | —        | —   | —               | —   |
|  | 2004 |  | Refractor 1   | Battlefield Vietnam                        | Sim | —   | —    | —   | —    | —   | —        | —   | —               | —   |
|  | 2005 |  | Refractor 2   | Battlefield 2                              | Sim | —   | —    | —   | —    | —   | —        | —   | —               | —   |
|  | 2005 |  | Refractor 2   | ■ Battlefield 2: Special Forces            | Sim | —   | —    | —   | —    | —   | —        | —   | —               | —   |
|  | 2005 |  | RenderWare    | ■ Battlefield 2: Modern Combat             | —   | —   | Sim  | Sim | Sim  | —   | —        | —   | —               | —   |
|  | 2006 |  | Refractor 2   | ■ Battlefield 2: Euro Force                | Sim | —   | —    | —   | —    | —   | —        | —   | —               | —   |
|  | 2006 |  | Refractor 2   | ■ Battlefield 2: Armored Fury              | Sim | —   | —    | —   | —    | —   | —        | —   | —               | —   |
|  | 2006 |  | Refractor 2   | Battlefield 2142                           | Sim | Sim | —    | —   | —    | —   | —        | —   | —               | —   |
|  | 2007 |  | Refractor 2   | ■ Battlefield 2142: Northern Strike        | Sim | Sim | —    | —   | —    | —   | —        | —   | —               | —   |
|  | 2008 |  | Frostbite 1.0 | Battlefield: Bad Company                   | —   | —   | —    | —   | Sim  | Sim | —        | —   | —               | —   |
|  | 2009 |  | Refractor 2   | Battlefield Heroes                         | Sim | —   | —    | —   | —    | —   | —        | —   | —               | —   |
|  | 2009 |  | Frostbite 1.5 | Battlefield 1943                           | —   | —   | —    | —   | Sim  | Sim | —        | —   | —               | —   |
|  | 2010 |  | Frostbite 1.5 | Battlefield: Bad Company 2                 | Sim | —   | —    | —   | Sim  | Sim | Sim      | —   | —               | —   |
|  | 2010 |  | Frostbite 1.5 | ■ Battlefield: Bad Company 2: Vietnam      | Sim | —   | —    | —   | Sim  | Sim | Sim      | —   | —               | —   |
|  | 2011 |  | Refractor 2   | Battlefield Play4Free                      | Sim | —   | —    | —   | —    | —   | —        | —   | —               | —   |
|  | 2011 |  | Frostbite 2   | Battlefield 3                              | Sim | Sim | —    | —   | Sim  | Sim | Sim      | —   | —               | —   |
|  | 2011 |  | Frostbite 2   | ■ Battlefield 3: Back to Karkand           | Sim | —   | —    | —   | Sim  | Sim | Sim      | —   | —               | —   |
|  | 2012 |  | Frostbite 2   | ■ Battlefield 3: Close Quarters            | Sim | —   | —    | —   | Sim  | Sim | Sim      | —   | —               | —   |
|  | 2012 |  | Frostbite 2   | ■ Battlefield 3: Armored Kill              | Sim | —   | —    | —   | Sim  | Sim | Sim      | —   | —               | —   |
|  | 2012 |  | Frostbite 2   | ■ Battlefield 3: Aftermath                 | Sim | —   | —    | —   | Sim  | Sim | Sim      | —   | —               | —   |
|  | 2013 |  | Frostbite 2   | ■ Battlefield 3: End Game                  | Sim | —   | —    | —   | Sim  | Sim | Sim      | —   | —               | —   |
|  | 2013 |  | Frostbite 3   | Battlefield 4                              | Sim | —   | —    | —   | Sim  | Sim | Sim      | Sim | —               | —   |
|  | 2013 |  | Frostbite 3   | ■ Battlefield 4: China Rising              | Sim | —   | —    | —   | Sim  | Sim | Sim      | Sim | —               | —   |
|  | 2013 |  | Frostbite 3   | ■ Battlefield 4: Second Assault            | Sim | —   | —    | —   | Sim  | Sim | Sim      | Sim | —               | —   |
|  | 2014 |  | Frostbite 3   | ■ Battlefield 4: Naval Strike              | Sim | —   | —    | —   | Sim  | Sim | Sim      | Sim | —               | —   |
|  | 2014 |  | Frostbite 3   | ■ Battlefield 4: Dragon’s Teeth            | Sim | —   | —    | —   | Sim  | Sim | Sim      | Sim | —               | —   |
|  | 2014 |  | Frostbite 3   | ■ Battlefield 4: Final Stand               | Sim | —   | —    | —   | Sim  | Sim | Sim      | Sim | —               | —   |
|  | 2015 |  | Frostbite 3   | Battlefield Hardline                       | Sim | —   | —    | —   | Sim  | Sim | Sim      | Sim | —               | —   |
|  | 2016 |  | Frostbite 3   | Battlefield 1                              | Sim | —   | —    | —   | —    | —   | Sim      | Sim | —               | —   |
|  | 2018 |  | Frostbite 3   | Battlefield V                              | Sim | —   | —    | —   | —    | —   | Sim      | Sim | —               | —   |
|  | 2021 |  | Frostbite 3   | Battlefield 2042                           | Sim | —   | —    | —   | —    | —   | Sim      | Sim | Sim             | Sim |